# InStyle
InStyle – międzynarodowy miesięcznik dla kobiet poświęcony modzie, urodzie i życiu gwiazd. Po raz pierwszy magazyn ukazał się w 1994 r. w Stanach Zjednoczonych. 
Polska edycja była wydawana przez Burda International Poland od marca 2008 do grudnia 2018 roku. Redaktorem naczelnym polskojęzycznej wersji InStyle była Anna Ibisz.
InStyle ukazuje się także m.in. w Hiszpanii, Niemczech i Australii.